# Trevor Taylor (autóversenyző)
Trevor Taylor (Sheffield, 1936. december 26. – 2010. szeptember 27.) amerikai autóversenyző.

## Pályafutása
1958-ban és 1960-ban brit Formula–3-as bajnok volt.
1959 és 1966 között huszonkilenc világbajnoki Formula–1-es nagydíjon vett részt. Egy alkalommal végzett a dobogón és további kétszer volt pontszerző.
1961-ben részt vett a Le Mans-i 24 órás versenyen. Taylor, William E.J. Allen társaként a tizenkettedik helyen ért célba, ami egyben a  GT 1.3-as kategória első helyét is jelentette.

## Eredményei

### Teljes Formula–1-es eredménysorozata
(Táblázat értelmezése)

(Félkövér: pole-pozícióból indult; dőlt: leggyorsabb kört futott) 

| Év   | Csapat                     | Modell     | Motor             | 1      | 2      | 3      | 4      | 5      | 6      | 7      | 8      | 9      | 10     | Helyezés | Pont |
| ---- | -------------------------- | ---------- | ----------------- | ------ | ------ | ------ | ------ | ------ | ------ | ------ | ------ | ------ | ------ | -------- | ---- |
| 1959 | Ace Garage (Rotherham)     | Cooper T51 | Climax Straight-4 | MON    | 500    | NED    | FRA    | GBR Nk | GER    | POR    | ITA    | USA    |        | -        | 0    |
| 1961 | Team Lotus                 | Lotus 18   | Climax Straight-4 | MON    | NED 13 | BEL    | FRA    | GBR    | GER    | ITA    | USA    |        |        | -        | 0    |
| 1962 | Team Lotus                 | Lotus 24   | Climax V8         | NED 2  | MON Ki | BEL Ki |        | GBR 8  | GER Ki |        |        |        |        | 10.      | 6    |
| 1962 | Team Lotus                 | Lotus 25   | Climax V8         |        |        |        | FRA 8  |        |        | ITA Ki | USA 12 | RSA Ki |        | 10.      | 6    |
| 1963 | Team Lotus                 | Lotus 25   | Climax V8         | MON 6  | BEL Ki | NED 10 | FRA 13 | GBR Ki | GER 8  | ITA    | USA Ki | MEX Ki | RSA 8  | 17.      | 1    |
| 1964 | British Racing Partnership | BRP 1      | BRM V8            | MON Ki | NED    |        |        |        |        | AUT Ki | ITA Nk |        |        | 22.      | 1    |
| 1964 | British Racing Partnership | BRP 2      | BRM V8            |        |        | BEL 7  | FRA Ki |        |        |        |        | USA 6  | MEX Ki | 22.      | 1    |
| 1964 | British Racing Partnership | Lotus 24   | BRM V8            |        |        |        |        | GBR Ki | GER    |        |        |        |        | 22.      | 1    |
| 1966 | Aiden Jones / Paul Emery   | Shannon    | Climax V8         | MON    | BEL    | FRA    | GBR Ki | NED    | GER    | ITA    | USA    | MEX    |        | -        | 0    |

### Le Mans-i 24 órás autóverseny
| Év   | Csapat            | Autó             | Csapattárs         | Helyezés |
| ---- | ----------------- | ---------------- | ------------------ | -------- |
| 1961 | Lotus Engineering | Lotus Elite Mk14 | William E.J. Allen | 12.      |

## Külső hivatkozások
- Profilja a grandprix.com honlapon (angolul)
- Profilja a statsf1.com honlapon (angolul)